# Ambi Pur
Ambi Pur (рус. А́мби Пюр) — испанский бренд освежителей воздуха, принадлежащий компании Procter & Gamble. Впервые он был представлен в 1958 году в Испании. В настоящее время средства продаются по всему миру.

## История
Первый продукт Ambi Pur был представлен в 1958 году в Испании компанией Cruz Verde.
В 1984 году корпорация Sara Lee приобрела Cruz Verde. Это был первый бренд, выпустивший подключаемый жидкий освежитель воздуха.
11 декабря 2009 года компания Procter & Gamble объявила о приобретении бизнеса по производству воздушных средств Ambi Pur у Sara Lee Corporation за 320 миллионов евро.